# یواس‌اس اینگیج (ام‌اس‌او-۴۳۳)
یواس‌اس اینگیج (ام‌اس‌او-۴۳۳) (به انگلیسی: USS Engage (MSO-433)) یک کشتی بود که طول آن ۱۷۲ فوت (۵۲٫۴۳ متر) بود. این کشتی در سال ۱۹۵۳ ساخته شد.